# Eremocharis (insect)
Eremocharis is een geslacht van rechtvleugeligen uit de familie Pamphagidae. De wetenschappelijke naam van dit geslacht is voor het eerst geldig gepubliceerd in 1884 door Saussure.

## Soorten
Het geslacht Eremocharis omvat de volgende soorten:
- Eremocharis afghana Ramme, 1928
- Eremocharis ancestralis Stolyarov, 1972
- Eremocharis cinerascens Jacobson, 1905
- Eremocharis granulosa Walker, 1871
- Eremocharis subsulcata Stål, 1875
- Eremocharis wazira Uvarov, 1943
- Eremocharis zaheri Pfadt, 1969